# Limnophora procellaria
Limnophora procellaria är en tvåvingeart som först beskrevs av Walker 1858.  Limnophora procellaria ingår i släktet Limnophora och familjen husflugor. Inga underarter finns listade i Catalogue of Life.